# Цифровое изображение
Цифровое изображение — двухмерное изображение, представленное в цифровом виде. В зависимости от способа описания, изображение может быть растровым или векторным.

## Растровые изображения
Растровые изображения представляются как прямоугольный двухмерный массив чисел, при этом каждое число соответствует одному элементу изображения или пикселю. Эти массивы часто передаются и хранятся в сжатом виде.
Растровые изображения получаются с помощью различных устройств, таких как цифровые фотоаппараты, цифровые видеокамеры, сканеры и т. д., либо синтезируются искусственно средствами машинной графики.

## Векторные изображения
Векторные изображения получаются путём математического описания элементарных геометрических объектов, обычно называемых примитивами, таких как точки, линии, сплайны, кривые Безье, круги и окружности, многоугольники.